# Александров, Сергей Кириллович
Сергей Кириллович Александров — советский хозяйственный, государственный и политический деятель.

## Биография
Родился в 1919 году в деревне Семыговка. Член КПСС.
Участник Великой Отечественной войны. С 1946 года — на хозяйственной, общественной и политической работе. В 1946—1966 гг. — на советской и партийной работе в Новгородской области, 2-й секретарь Новгородского областного комитета КПСС, председатель Исполнительного комитета Новгородского областного Совета.
Избирался депутатом Верховного Совета РСФСР 6-го созыва.
Умер в Новгороде в 1966 году.